# Huy chương Blaise Pascal
Huy chương Blaise Pascal (tiếng Đức: Blaise-Pascal-Medaille) là một giải thưởng khoa học của Viện hàn lâm Khoa học châu Âu dành cho các nhà khoa học trên thế giới có nghiên cứu nổi bật.
Huy chương này được đặt theo tên nhà toán học kiêm triết gia người Pháp Blaise Pascal (1623-1662) và được thiết lập năm 2003, được trao hàng năm cho các thành tựu xuất sắc trong các lãnh vực Vật lý học, Hóa học, Toán học, Khoa học Trái Đất, Tin học, Y sinh học và Khoa học kỹ thuật.

## Những người đoạt huy chương
2003:
- Boris Verkhovsky, Hoa Kỳ, Tin học
- Enders Robinson, Hoa Kỳ, Khoa học Trái Đất
- Enzo Tiezzi, Ý, Hóa lý
- Jan Balzarini, Bỉ, Y sinh học
- Eric de Clercq, Bỉ, Y sinh học

2004:
- Manuel Cardona, Tây Ban Nha, Vật lý học
- Emmanuel Floratos, Hy Lạp, Vật lý học
- Lew Kudryawtsew, Nga, Toán học
- Robert Tarjan, Hoa Kỳ, Tin học
- Stan Veprek, Đức, Công nghệ nano
- Erich Windhab, Thụy Sĩ, Khoa học tự nhiên

2005:
- Edmund Hlawka, Toán học
- Khalid Aziz, Hoa Kỳ, Khoa học Trái Đất
- Isaak Chalatnikow, Nga, Hóa lý và Vũ trụ học
- Anthony S. Fauc, Hoa Kỳ, Y sinh học
- Marie-Paule Pileni, Pháp, Công nghệ nano
- Peter Holland, Anh, Động vật học

2007:
- Howard Green, Hoa Kỳ, Sinh học
- Frans Carl de Schryver, Bỉ, Hóa học
- Oscar H. Ibarra, Hoa Kỳ, Tin học
- Sven Erik Jørgensen, Đan Mạch, Khoa học Trái Đất
- Alexander N. Guz, Ukraine, Khoa học vật liệu
- Edward Layer, Ba Lan, Vật lý học

2008:
- Bernard Barbara, Pháp, Vật lý học
- Saverio Cinti, Ý, Y sinh học
- Willi Jäger, Đức, Toán học
- Terence G. Langdon, Anh, Khoa học vật liệu
- Moshe Y. Vardi, Hoa Kỳ, Tin học
- Georges van den Abbeele, Bỉ/Hoa Kỳ, Khoa học xã hội

2009:
- Vincenzo Balzani, Ý, Hóa học
- Edgardo D. Carosella, Pháp, Y học
- Jean Dalibard, Pháp, Vật lý học
- Claude Debru, Pháp, Khoa học xã hội
- Herbert Gleiter, Đức, Khoa học vật liệu
- Thomas Kailath, Hoa Kỳ, Tin học
- Pierre-Arnaud Raviart, Pháp, Toán học

2010: 
- Giovanni Bignami, Ý, Vật lý thiên văn
- Henri Kagan, Pháp, Hóa học
- Anthony Kounadis, Hy Lạp, Khoa học kỹ thuật
- Martin Schadt, Thụy Sĩ, Khoa học vật liệu
- Howard Morris (Wissenschaftler), Anh, Y học và Khoa học đời sống
- David Sherrington, Anh, Vật lý học

2011:
- Peter Carmeliet, Y học và Khoa học đời sống
- Giulio Maier, Khoa học kỹ thuật
- Gordon David Plotkin, Tin học
- Helmut Schwarz, Hóa học
- Karl Sigmund, Toán học
- Ruslan Valiev, Khoa học vật liệu
- Peter Zoller, Vật lý học

2012:
- Franco Brezzi, Toán học
- Steven Laureys, Y học
- Mauro Ferrari, Công nghệ  Y sinh học
- Charles Joachain, Vật lý học
- Jean-Pierre Sauvage,Hóa học
- Hans-Joachim Freund, Khoa học vật liệu

2013: 
- Benoit Perthame (Pháp, Toán học)
- Vladimir Torchilin (Nga/Mỹ), Y sinh học)
- Dmitry Klimov (Nga, Khoa học kỹ thuật)
- Anne L’Huillier (Pháp, Vật lý)
- Maurizio Prato (Ý, Khoa học vật liệu)

2014: 
- John Meurig Thomas (Vương quốc Anh, Khoa học Vật liệu)
- Daniel Loss (Thụy Sĩ, Vật lý học)
- Eberhard Knobloch (Đức, Khoa học Xã hội)
- Hubert Schmidbauer (Đức, Hóa học)
- Jean-Pierre Gattuso (Pháp, Khoa học Môi trường)